# Серија домаћих нација
Серија домаћих нација (енгл. Home Nations Series) је група четири турнира у снукеру који се одржавају у свакој од четири конститутивне државе Уједињеног Краљевства.

## Историја
Основана је 2016. године иако су се неки турнири раније већ играли у сличном формату. Групу чине Отворена првенства Енглеске, Велса, Северне Ирске и Шкотске. Победник турнира добија 70.000 фунти, а ако један исти играч освоји сва четири турнира у сезони добија бонус од 1.000.000 фунти (до сада се таква ситуација није догодила).

## Резултати
| Сезона    | Турнир                | Град       | Победник             | Резултат | Финалиста           |
| --------- | --------------------- | ---------- | -------------------- | -------- | ------------------- |
|           |                       |            |                      |          |                     |
| 2016–17   | English Open          | Manchester | Лианг Венбо (CHN)    | 9–6      | Џад Трамп (ENG)     |
| 2016–17   | Northern Ireland Open | Белфаст    | Марк Кинг (ENG)      | 9–8      | Бари Хокинс (ENG)   |
| 2016–17   | Scottish Open         | Глазгов    | Марко Фу (HKG)       | 9–4      | Џон Хигинс (SCO)    |
| 2016–17   | Welsh Open            | Кардиф     | Стјуарт Бингам (ENG) | 9–8      | Џад Трамп (ENG)     |
|           |                       |            |                      |          |                     |
| 2017-2018 | English Open          | Manchester | Рони О'Саливан (ENG) | 9–2      | Кајрен Вилсон (ENG) |
| 2017-2018 | Northern Ireland Open | Белфаст    | Марк Вилијамс (WAL)  | 9-8      | Јан Бингтао (CHN)   |
| 2017-2018 | Scottish Open         | Глазгов    | Нил Робертсон (AUS)  | 9-8      | Cao Yupeng (CHN)    |
| 2017-2018 | Welsh Open            | Кардиф     | Рони О'Саливан (ENG) | 9-5      | Нил Робертсон (AUS) |

## Трофеји
Пехари турнира названи су по познатим снукер играчима из одређених земаља:
- Отворено првенство Енглеске — Трофеј Стива Дејвиса (енгл. Steve Davis Trophy)
- Отворено првенство Велса — Трофеј Алекса Хигинса (енгл. Alex Higgins Trophy)
- Отворено првенство Северне Ирске — Трофеј Реја Рирдона (енгл. Ray Reardon Trophy)
- Отворено првенство Шкотске — Трофеј Стивена Хендрија (енгл. Stephen Hendry Trophy)